# Ивановское (Харьковская область)
Ива́новское (укр. Іванівське; до 2016 г. Октя́брьское, до 1957 г. Вороши́лово, до 1933 г. Берестове́ньки) — село, Октябрьский сельский совет, Красноградский район, Харьковская область, Украина.
Код КОАТУУ — 6323384501. Население по переписи 2001 года составляет 1012 (451/561 м/ж) человек.
Является административным центром Октябрьского сельского совета, в который, кроме того, входят сёла Берестовенька, Граново и Калиновка.

## Географическое положение
Село Октябрьское находится на правом берегу рек Берестовенька и Берестовая. Выше по течению реки Берестовенька примыкает село Берестовенька. На противоположном берегу реки Берестовая расположено село Петровка. Село вытянуто вдоль рек на 9 км. Вдоль села проходит железная дорога, станция Платформа 65 км.

## История
- 1787 — дата основания как село Берестовеньки.
- 1933 — переименовано в село Ворошилово.
- 1957 — переименовано в село Октябрьское.
- 2016 — переименовано в село Ивановское.

## Экономика
- «Знамя», сельскохозяйственное ООО.

## Объекты социальной сферы
- Школа.

## Достопримечательности
- Ивановская крепость, входила в состав Украинской оборонной линии.